# Какамега (национальный лесной заповедник)
Какамега (англ. Kakamega Forest National Reserve, суахили Msitu wa Kakamega) — национальный лесной заповедник в Кении, основанный в 1985 году.

## География и климат
Расположен в западной части Кении, в бассейне озера Виктория, примерно в 50 км к северу от города Кисуму, недалеко от границы с Угандой. По некоторым данным, это последние остатки древних тропических лесов Guineo-Congolian, которые занимали весь тропический континент. Часть лесного заповедника содержит уникальную и богатую экосистему нагорья, но в целом она плохо изучена. Средняя высота территории составляет 1500—1600 м над уровнем моря.
Средние температуры мало изменяются в течение года и составляют 20—30 °C. Климат — влажный, годовая норма осадков составляет 1200—1700 мм. Сезоны дождей продолжаются с апреля по май и с августа по сентябрь. Наиболее засушливые месяцы — январь и февраль.

## Флора
Вместе с заповедником общая территория леса составляет около 230 км², чуть менее половины из которой занимает первичный лес. В лесу произрастает более 350 видов деревьев. Также имеются многочисленные поляны и просеки.

## Фауна
В заповеднике обитают следующие виды животных:
- более 400 видов бабочек;
- 367 видов птиц[2][3], из которых самый распространенный — голубой турако. Как минимум 9 видов птиц являются эндемиками леса[4];
- 40 видов змей, такие как габонская гадюка, чёрная мамба и узкоголовая мамба;
- а также такие чешуйчатые, как хамелеон, геккон, агама
- 7 видов приматов, в том числе находящиеся под угрозой исчезновения мартышка Бразза, черно-белый колобус и верветка;
- следующие виды антилопы: дикдик, дукер, бушбок;
- кистеухая свинья;
- капская бескоготная выдра;
- мангуст;
- белобрюхий ящер;
- южноафриканский дикобраз;
- летучая мышь.

## Экологические проблемы
Несмотря на охранный статус, леса продолжают повреждаться и деградировать. Этот регион является одним из самых густонаселенных сельских регионов в мире, что приводит к сильной эксплуатации леса. Местный народ лухья используют лесные ресурсы для удовлетворения большинства своих нужд. Немецкий проект BIOTA East работает здесь с 2001 года, в первую очередь для описания обитающих зедсь видов, а также для поиска стратегии рационального использования леса.

## Галерея

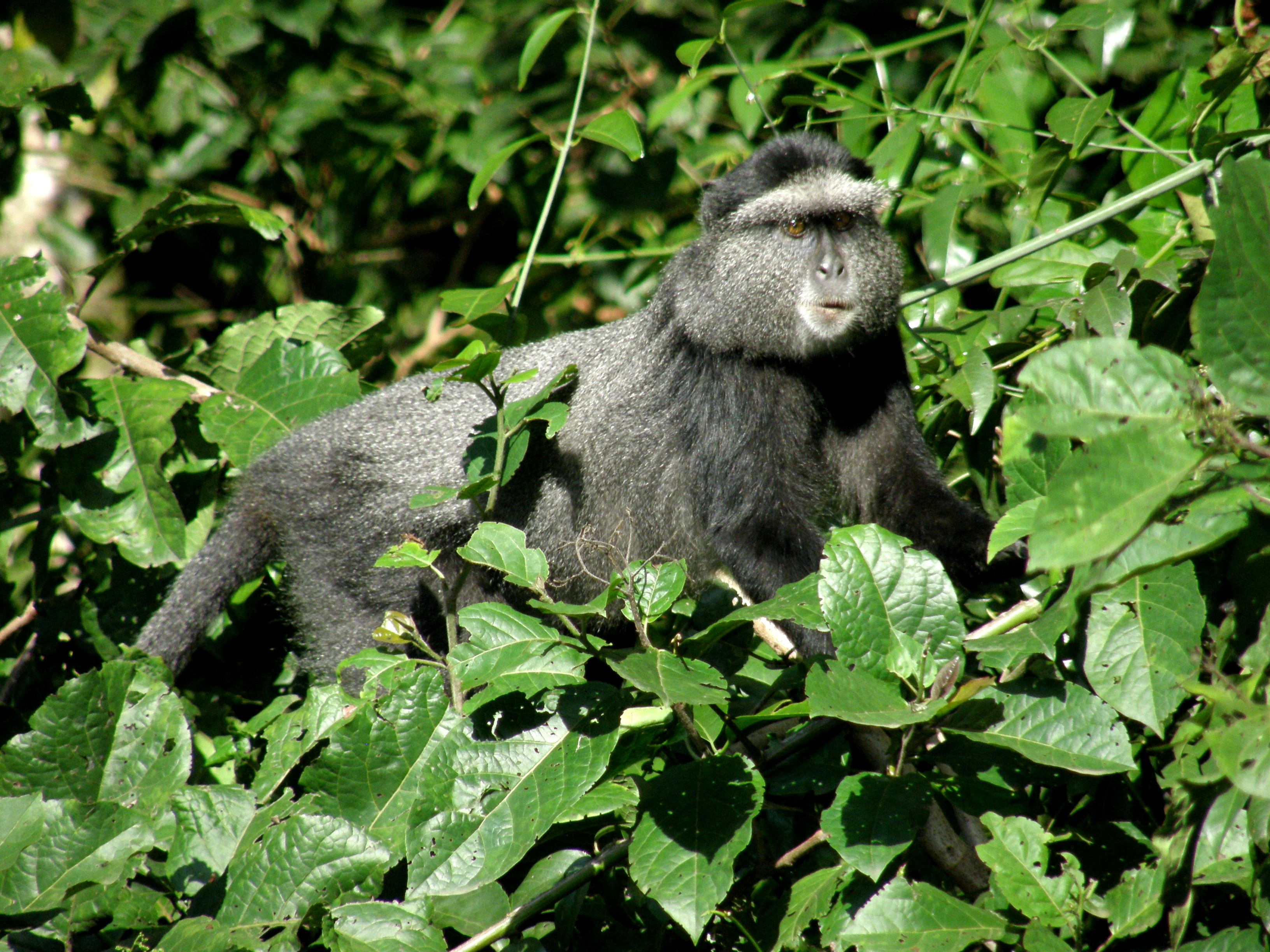
Коронованная мартышка
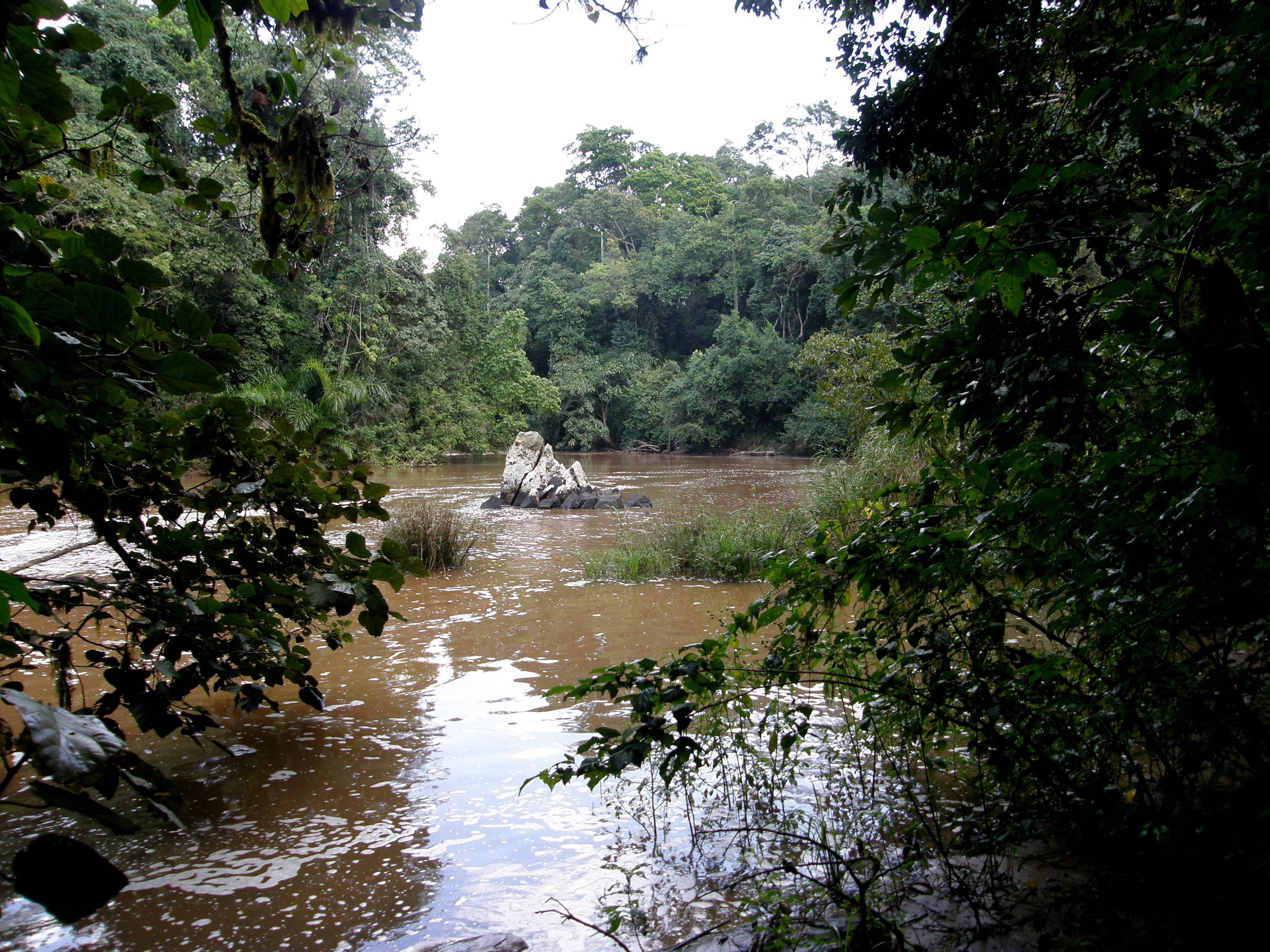
Река в лесу